# Orkan Ksawery
Orkan Ksawery (również Bodil, Sven) – orkan, który od 4 grudnia do 10 grudnia 2013 pustoszył kilka krajów europejskich w tym m.in. Wielką Brytanię, Holandię, Niemcy, Polskę.

## Przebieg orkanu Ksawery

### Polska
Orkan Ksawery spowodował w Polsce pięć ofiar śmiertelnych, 53 osoby zostały poszkodowane, a ponad 500 tys. odbiorców pozostawało bez prądu. W związku z orkanem i trudnymi warunkami atmosferycznymi Straż Pożarna od czwartku do niedzieli rana, odnotowała w całym kraju ponad 10 tysięcy interwencji. W akcji związanej z usuwaniem zniszczeń uczestniczyło ponad 58 tysięcy ratowników. Orkan Ksawery i związane z nim opady śniegu sparaliżowały ruch na drogach głównie w województwach kujawsko-pomorskim, pomorskim, łódzkim i wielkopolskim. Kierowcy stali tam w kilkukilometrowych korkach.

## Ofiary orkanu
| Kraj            | Ofiary śmiertelne |
| --------------- | ----------------- |
| Szwecja         | 7                 |
| Polska          | 5                 |
| Wielka Brytania | 2                 |
| Dania           | 1                 |
| Razem           | 15                |